# Championnat du monde masculin de volley-ball 2010
Navigation
Japon 2006 Pologne 2014
Le 17e championnat du monde de volley-ball masculin se déroule du 23 septembre 2010 au 10 octobre 2010 en Italie. Il met aux prises les vingt-quatre meilleures équipes mondiales.

## Sites des compétitions
Dix villes accueillent l'évènement : Turin, Milan, Vérone, Trieste, Modène, Ancône, Florence, Rome, Reggio de Calabre, Catane. La finale se déroulera à Rome.
| Ville             | Salle                | Capacité |
| Turin             | PalaRuffini          | 4.500    |
| Milan             | Mediolanum Forum     | 12.000   |
| Vérone            | PalaOlimpia          | 6.200    |
| Trieste           | Palatrieste          | 6.943    |
| Modène            | PalaPanini           | 5.100    |
| Florence          | Nelson Mandela Forum | 5.500    |
| Ancône            | Banca Marche Palace  | 6.500    |
| Rome              | PalaLottomatica      | 10.700   |
| Reggio de Calabre | PalaCalaFiore        | 7.200    |
| Catane            | PalaNesima           | 6.000    |

## Équipes présentes
| - Allemagne (qualifiée de la zone europe) - Argentine (qualifiée de la zone amérique du sud) - Australie (qualifiée de la zone asiatique) - Brésil (Vainqueur du Championnat du monde 2006) - Bulgarie (qualifiée de la zone europe) - Cameroun (qualifiée de la zone africaine) - Canada (qualifiée de la zone NORCECA) - Chine (qualifiée de la zone asiatique) | - Cuba (qualifiée de la zone NORCECA) - Égypte (qualifiée de la zone africaine) - Espagne (qualifiée de la zone europe) - États-Unis (qualifiée de la zone NORCECA) - France (qualifiée de la zone europe) - Iran (qualifiée de la zone asiatique) - Italie (Organisateur) - Japon (qualifiée de la zone asiatique) | - Mexique (qualifiée de la zone NORCECA) - Pologne (qualifiée de la zone europe) - Porto Rico (qualifiée de la zone NORCECA) - Tchéquie (qualifiée de la zone europe) - Russie (qualifiée de la zone europe) - Serbie (qualifiée de la zone europe) - Tunisie (qualifiée de la zone africaine) - Venezuela (qualifiée de la zone amérique du sud) |

### Composition des groupes
| Poule A                               | Poule B                                   | Poule C                                            | Poule D                                                       | Poule E                                         | Poule F                                        |
| ------------------------------------- | ----------------------------------------- | -------------------------------------------------- | ------------------------------------------------------------- | ----------------------------------------------- | ---------------------------------------------- |
| Site : Milan Italie Japon Égypte Iran | Site : Vérone Brésil Espagne Cuba Tunisie | Site : Modène Russie Porto Rico Australie Cameroun | Site : Reggio Calabria États-Unis Argentine Venezuela Mexique | Site : Turin Bulgarie Chine France Rép. tchèque | Site : Trieste Serbie Pologne Allemagne Canada |

## Formule de la compétition
Source : Site de la fédération internationale

### Premier tour
6 poules de 4 équipes.

La dernière équipe de chaque poule est éliminée.

### Deuxième tour
6 poules de 3 équipes.

Elles sont constituées selon les résultats du premier tour (entre parenthèses la poule d'origine et la place).
Poule G :  A1-C2-F3 

Poule H :  B1-F2-D3 

Poule I :  C1-A2-B3 

Poule L :  D1-E2-C3 

Poule M :  E1-D2-A3 

Poule N :  F1-B2-E3
Les 2 premiers de chaque poule qualifiés pour le 3e tour.

Le 3e de chaque poule est éliminé.
L'ordre des matchs de chaque poule (sauf la poule A) est le suivant :
- 1er match : L'équipe qui a fini première de sa poule affronte l'équipe qui a fini deuxième de sa poule.
- 2e match : L'équipe qui a fini première de sa poule affronte l'équipe qui a fini troisième de sa poule.
- 3e match : L'équipe qui a fini deuxième de sa poule affronte l'équipe qui a fini troisième de sa poule.

La poule A est par contre dans cet ordre suivant : C2-F3 puis A1-F3 puis A1-C2

### Troisième tour
4 poules de 3 équipes.
Elles sont constituées selon les résultats du second tour (entre parenthèses la poule d'origine et la place).
Poule O :  G1-L2-M2 

Poule P :  H1-M1-I2 

Poule Q :  I1-N1-H2 

Poule R :  L1-G2-N2
La première équipe de chaque poule joue la phase finale pour le titre (places 1 à 4).
La deuxième équipe de chaque poule joue la phase finale pour les places 5 à 8.
La troisième équipe de chaque poule joue la phase finale pour les places 9 à 12.

### Phases finales
Les demi-finales de tableau sont Px-Qx  et Ox-Rx (x est la place dans le troisième tour).

#### Places 1 à 4
Les gagnants des demi-finales s'affrontent pour devenir champion du monde.

Les perdants jouent le match pour la troisième place.

#### Places 5 à 8
Les gagnants des demi-finales s'affrontent pour la cinquième place.

Les perdants jouent le match pour la septième place.

#### Places 9 à 12
Les gagnants des demi-finales s'affrontent pour la neuvième place.

Les perdants jouent le match pour la onzième place.

## Déroulement de la compétition

### Premier tour

#### Groupe A (Milan)
| # | Équipe | Pts | J | G | P | Pp  | Pc  | Ratio | Sp | Sc | Ratio |
| 1 | Italie | 6   | 3 | 3 | 0 | 262 | 207 | 1.266 | 9  | 2  | 4.5   |
| 2 | Égypte | 4   | 3 | 1 | 2 | 243 | 254 | 0.957 | 5  | 6  | 0.833 |
| 3 | Japon  | 4   | 3 | 1 | 2 | 259 | 274 | 0.945 | 4  | 8  | 0.5   |
| 4 | Iran   | 4   | 3 | 1 | 2 | 247 | 276 | 0.895 | 5  | 7  | 0.714 |

| Date     | Match           | Résultat | Sets  | Sets  | Sets  | Sets  | Sets  | Total Points |
| Date     | Match           | Résultat | 1     | 2     | 3     | 4     | 5     | Total Points |
| -------- | --------------- | -------- | ----- | ----- | ----- | ----- | ----- | ------------ |
| 25-09-10 | Égypte - Iran   | 3 - 0    | 25-21 | 25-17 | 25-21 | -     | -     | 75-59        |
| 25-09-10 | Italie - Japon  | 3 - 0    | 25-20 | 25-16 | 25-14 | -     | -     | 75-50        |
| 26-09-10 | Iran - Japon    | 3 - 1    | 15-25 | 25-17 | 26-24 | 25-23 | -     | 91-89        |
| 26-09-10 | Égypte - Italie | 0 - 3    | 20-25 | 17-25 | 23-25 | -     | -     | 60-75        |
| 27-09-10 | Japon - Égypte  | 3 - 2    | 32-34 | 23-25 | 25-19 | 25-17 | 15-13 | 120-108      |
| 27-09-10 | Italie - Iran   | 3 - 2    | 25-21 | 25-10 | 21-25 | 26-28 | 15-13 | 112-97       |

#### Groupe B (Vérone)
| # | Équipe  | Pts | J | G | P | Pp  | Pc  | Ratio | Sp | Sc | Ratio |
| 1 | Cuba    | 6   | 3 | 3 | 0 | 296 | 263 | 1.125 | 9  | 4  | 2.25  |
| 2 | Brésil  | 5   | 3 | 2 | 1 | 291 | 256 | 1.137 | 8  | 4  | 2     |
| 3 | Espagne | 4   | 3 | 1 | 2 | 292 | 302 | 0.967 | 6  | 7  | 0.857 |
| 4 | Tunisie | 3   | 3 | 0 | 3 | 192 | 250 | 0.768 | 1  | 9  | 0.111 |

| Date     | Match             | Résultat | Sets  | Sets  | Sets  | Sets  | Sets  | Total Points |
| Date     | Match             | Résultat | 1     | 2     | 3     | 4     | 5     | Total Points |
| -------- | ----------------- | -------- | ----- | ----- | ----- | ----- | ----- | ------------ |
| 25-09-10 | Brésil - Tunisie  | 3 - 0    | 25-14 | 25-21 | 25-14 | -     | -     | 75-49        |
| 25-09-10 | Espagne - Cuba    | 2 - 3    | 25-21 | 18-25 | 19-25 | 25-20 | 13-15 | 100-106      |
| 26-09-10 | Tunisie - Cuba    | 0 - 3    | 18-25 | 15-25 | 15-25 | -     | -     | 48-75        |
| 26-09-10 | Brésil - Espagne  | 3 - 1    | 30-28 | 21-25 | 25-20 | 25-19 | -     | 101-92       |
| 27-09-10 | Espagne - Tunisie | 3 - 1    | 25-23 | 25-22 | 25-27 | 25-23 | -     | 100-95       |
| 27-09-10 | Cuba - Brésil     | 3 - 2    | 34-32 | 18-25 | 23-25 | 25-21 | 15-12 | 115-115      |

#### Groupe C (Modène)
| # | Équipe     | Pts | J | G | P | Pp  | Pc  | Ratio | Sp | Sc | Ratio |
| 1 | Russie     | 6   | 3 | 3 | 0 | 283 | 224 | 1.263 | 9  | 3  | 3     |
| 2 | Porto Rico | 5   | 3 | 2 | 1 | 272 | 264 | 1.03  | 8  | 4  | 2     |
| 3 | Cameroun   | 4   | 3 | 1 | 2 | 213 | 237 | 0.899 | 3  | 7  | 0.429 |
| 4 | Australie  | 3   | 3 | 0 | 3 | 254 | 296 | 0.858 | 3  | 9  | 0.333 |

| Date     | Match                  | Résultat | Sets  | Sets  | Sets  | Sets  | Sets  | Total Points |
| Date     | Match                  | Résultat | 1     | 2     | 3     | 4     | 5     | Total Points |
| -------- | ---------------------- | -------- | ----- | ----- | ----- | ----- | ----- | ------------ |
| 25-09-10 | Russie - Cameroun      | 3 - 0    | 25-11 | 25-20 | 25-22 | -     | -     | 75-53        |
| 25-09-10 | Australie - Porto Rico | 1 - 3    | 22-25 | 22-25 | 28-26 | 19-25 | -     | 91-101       |
| 26-09-10 | Cameroun - Porto Rico  | 0 - 3    | 22-25 | 23-25 | 19-25 | -     | -     | 64-75        |
| 26-09-10 | Russie - Australie     | 3 - 1    | 25-17 | 25-12 | 24-26 | 25-20 | -     | 99-75        |
| 27-09-10 | Australie - Cameroun   | 1 - 3    | 25-21 | 22-25 | 21-25 | 19-25 | -     | 87-96        |
| 27-09-10 | Porto Rico - Russie    | 2 - 3    | 25-21 | 14-25 | 21-25 | 25-23 | 11-15 | 96-109       |

#### Groupe D (Reggio de Calabre)
| # | Équipe     | Pts | J | G | P | Pp  | Pc  | Ratio | Sp | Sc | Ratio |
| 1 | États-Unis | 6   | 3 | 3 | 0 | 280 | 254 | 1.102 | 9  | 3  | 3     |
| 2 | Argentine  | 5   | 3 | 2 | 1 | 259 | 228 | 1.136 | 7  | 4  | 1.75  |
| 3 | Mexique    | 4   | 3 | 1 | 2 | 247 | 260 | 0.95  | 6  | 6  | 1     |
| 4 | Venezuela  | 3   | 3 | 0 | 3 | 181 | 225 | 0.804 | 0  | 9  | 0     |

| Date     | Match                  | Résultat | Sets  | Sets  | Sets  | Sets  | Sets  | Total Points |
| Date     | Match                  | Résultat | 1     | 2     | 3     | 4     | 5     | Total Points |
| -------- | ---------------------- | -------- | ----- | ----- | ----- | ----- | ----- | ------------ |
| 25-09-10 | Venezuela - Argentine  | 0 - 3    | 23-25 | 17-25 | 18-25 | -     | -     | 58-75        |
| 25-09-10 | États-Unis - Mexique   | 3 - 2    | 22-25 | 19-25 | 25-18 | 25-22 | 15-11 | 106-101      |
| 26-09-10 | Argentine - Mexique    | 3 - 1    | 25-12 | 25-19 | 17-25 | 25-15 | -     | 92-71        |
| 26-09-10 | Venezuela - États-Unis | 0 - 3    | 19-25 | 23-25 | 19-25 | -     | -     | 61-75        |
| 27-09-10 | Mexique - Venezuela    | 3 - 0    | 25-22 | 25-20 | 25-20 | -     | -     | 75-62        |
| 27-09-10 | États-Unis - Argentine | 3 - 1    | 22-25 | 27-25 | 25-22 | 25-20 | -     | 99-92        |

#### Groupe E (Turin)
| # | Équipe       | Pts | J | G | P | Pp  | Pc  | Ratio | Sp | Sc | Ratio |
| 1 | France       | 6   | 3 | 3 | 0 | 306 | 268 | 1.142 | 9  | 4  | 2.25  |
| 2 | Rép. tchèque | 5   | 3 | 2 | 1 | 302 | 300 | 1.007 | 8  | 5  | 1.6   |
| 3 | Bulgarie     | 4   | 3 | 1 | 2 | 289 | 282 | 1.025 | 6  | 6  | 1     |
| 4 | Chine        | 3   | 3 | 0 | 3 | 197 | 244 | 0.807 | 1  | 9  | 0.111 |

| Date     | Match                   | Résultat | Sets  | Sets  | Sets  | Sets  | Sets  | Total Points |
| Date     | Match                   | Résultat | 1     | 2     | 3     | 4     | 5     | Total Points |
| -------- | ----------------------- | -------- | ----- | ----- | ----- | ----- | ----- | ------------ |
| 25-09-10 | France - Rép. tchèque   | 3 - 2    | 25-19 | 22-25 | 25-21 | 24-26 | 15-10 | 111-101      |
| 25-09-10 | Bulgarie - Chine        | 3 - 0    | 25-14 | 25-19 | 25-22 | -     | -     | 75-55        |
| 26-09-10 | Rép. tchèque - Chine    | 3 - 1    | 25-21 | 19-25 | 25-18 | 25-22 | -     | 94-86        |
| 26-09-10 | France - Bulgarie       | 3 - 2    | 25-22 | 23-25 | 25-17 | 28-30 | 19-17 | 120-111      |
| 27-09-10 | Bulgarie - Rép. tchèque | 1 - 3    | 23-25 | 25-27 | 30-28 | 25-27 | -     | 103-107      |
| 27-09-10 | Chine - France          | 0 - 3    | 17-25 | 20-25 | 19-25 | -     | -     | 56-75        |

#### Groupe F (Trieste)
| # | Équipe    | Pts | J | G | P | Pp  | Pc  | Ratio | Sp | Sc | Ratio |
| 1 | Pologne   | 6   | 3 | 3 | 0 | 279 | 246 | 1.134 | 9  | 3  | 3     |
| 2 | Serbie    | 4   | 3 | 1 | 2 | 250 | 243 | 1.029 | 5  | 6  | 0.833 |
| 3 | Allemagne | 4   | 3 | 1 | 2 | 237 | 250 | 0.948 | 5  | 6  | 0.833 |
| 4 | Canada    | 4   | 3 | 1 | 2 | 215 | 242 | 0.888 | 3  | 7  | 0.429 |

| Date     | Match               | Résultat | Sets  | Sets  | Sets  | Sets  | Sets  | Total Points |
| Date     | Match               | Résultat | 1     | 2     | 3     | 4     | 5     | Total Points |
| -------- | ------------------- | -------- | ----- | ----- | ----- | ----- | ----- | ------------ |
| 25-09-10 | Pologne - Canada    | 3 - 0    | 25-22 | 25-21 | 25-13 | -     | -     | 75-56        |
| 25-09-10 | Allemagne - Serbie  | 0 - 3    | 21-25 | 21-25 | 13-25 | -     | -     | 55-75        |
| 26-09-10 | Canada - Serbie     | 3 - 1    | 25-20 | 25-22 | 17-25 | 25-23 | -     | 92-90        |
| 26-09-10 | Pologne - Allemagne | 3 - 2    | 25-20 | 21-25 | 25-22 | 22-25 | 15-13 | 108-105      |
| 27-09-10 | Allemagne - Canada  | 3 - 0    | 27-25 | 25-22 | 25-20 | -     | -     | 77-67        |
| 27-09-10 | Serbie - Pologne    | 1 - 3    | 19-25 | 18-25 | 25-21 | 23-25 | -     | 85-96        |

### Second tour

#### Groupe G (Catane)
| # | Équipe     | Pts | J | G | P | Pp  | Pc  | Ratio | Sp | Sc | Ratio |
| 1 | Italie     | 4   | 2 | 2 | 0 | 189 | 166 | 1.139 | 6  | 2  | 3     |
| 2 | Allemagne  | 3   | 2 | 1 | 1 | 157 | 158 | 0.994 | 4  | 3  | 1.333 |
| 3 | Porto Rico | 2   | 2 | 0 | 2 | 146 | 168 | 0.869 | 1  | 6  | 0.167 |

| Date     | Match                  | Résultat | Sets  | Sets  | Sets  | Sets  | Sets | Total Points |
| Date     | Match                  | Résultat | 1     | 2     | 3     | 4     | 5    | Total Points |
| -------- | ---------------------- | -------- | ----- | ----- | ----- | ----- | ---- | ------------ |
| 30-09-10 | Porto Rico - Allemagne | 0 - 3    | 22-25 | 22-25 | 18-25 | -     | -    | 62-75        |
| 01-10-10 | Italie - Allemagne     | 3 - 1    | 21-25 | 25-18 | 25-21 | 25-18 | -    | 96-82        |
| 02-10-10 | Italie - Porto Rico    | 3 - 1    | 25-22 | 25-16 | 18-25 | 25-21 | -    | 93-84        |

#### Groupe H (Milan)
| # | Équipe  | Pts | J | G | P | Pp  | Pc  | Ratio | Sp | Sc | Ratio |
| 1 | Serbie  | 4   | 2 | 2 | 0 | 166 | 145 | 1.145 | 6  | 1  | 6     |
| 2 | Cuba    | 3   | 2 | 1 | 1 | 162 | 148 | 1.095 | 4  | 3  | 1.333 |
| 3 | Mexique | 2   | 2 | 0 | 2 | 117 | 152 | 0.77  | 0  | 6  | 0     |

| Date     | Match            | Résultat | Sets  | Sets  | Sets  | Sets  | Sets | Total Points |
| Date     | Match            | Résultat | 1     | 2     | 3     | 4     | 5    | Total Points |
| -------- | ---------------- | -------- | ----- | ----- | ----- | ----- | ---- | ------------ |
| 30-09-10 | Cuba - Serbie    | 1 - 3    | 25-16 | 19-25 | 22-25 | 19-25 | -    | 85-91        |
| 01-10-10 | Mexique - Cuba   | 0 - 3    | 17-25 | 25-27 | 15-25 | -     | -    | 57-77        |
| 02-10-10 | Serbie - Mexique | 3 - 0    | 25-23 | 25-18 | 25-19 | -     | -    | 75-60        |

#### Groupe I (Catane)
| # | Équipe  | Pts | J | G | P | Pp  | Pc  | Ratio | Sp | Sc | Ratio |
| 1 | Espagne | 4   | 2 | 2 | 0 | 207 | 189 | 1.095 | 6  | 3  | 2     |
| 2 | Russie  | 3   | 2 | 1 | 1 | 179 | 160 | 1.119 | 5  | 3  | 1.667 |
| 3 | Égypte  | 2   | 2 | 0 | 2 | 141 | 178 | 0.792 | 1  | 6  | 0.167 |

| Date     | Match            | Résultat | Sets  | Sets  | Sets  | Sets  | Sets  | Total Points |
| Date     | Match            | Résultat | 1     | 2     | 3     | 4     | 5     | Total Points |
| -------- | ---------------- | -------- | ----- | ----- | ----- | ----- | ----- | ------------ |
| 30-09-10 | Russie - Égypte  | 3 - 0    | 25-21 | 25-17 | 25-18 | -     | -     | 75-56        |
| 01-10-10 | Espagne - Russie | 3 - 2    | 17-25 | 22-25 | 25-21 | 25-20 | 15-13 | 104-104      |
| 02-10-10 | Égypte - Espagne | 1 - 3    | 20-25 | 30-28 | 16-25 | 19-25 | -     | 85-103       |

#### Groupe L (Ancône)
| # | Équipe       | Pts | J | G | P | Pp  | Pc  | Ratio | Sp | Sc | Ratio |
| 1 | Rép. tchèque | 4   | 2 | 2 | 0 | 150 | 109 | 1.376 | 6  | 0  |       |
| 2 | États-Unis   | 3   | 2 | 1 | 1 | 166 | 168 | 0.988 | 3  | 5  | 0.6   |
| 3 | Cameroun     | 2   | 2 | 0 | 2 | 139 | 188 | 0.739 | 2  | 6  | 0.333 |

| Date     | Match                     | Résultat | Sets  | Sets  | Sets  | Sets  | Sets | Total Points |
| Date     | Match                     | Résultat | 1     | 2     | 3     | 4     | 5    | Total Points |
| -------- | ------------------------- | -------- | ----- | ----- | ----- | ----- | ---- | ------------ |
| 30-09-10 | États-Unis - Rép. tchèque | 0 - 3    | 19-25 | 22-25 | 22-25 | -     | -    | 63-75        |
| 01-10-10 | Cameroun - États-Unis     | 2 - 3    | 25-23 | 14-25 | 27-25 | 20-25 | 7-15 | 93-113       |
| 02-10-10 | Rép. tchèque - Cameroun   | 3 - 0    | 25-17 | 25-18 | 25-11 | -     | -    | 75-46        |

#### Groupe M (Milan)
| # | Équipe    | Pts | J | G | P | Pp  | Pc  | Ratio | Sp | Sc | Ratio |
| 1 | Argentine | 4   | 2 | 2 | 0 | 182 | 166 | 1.096 | 6  | 2  | 3     |
| 2 | France    | 3   | 2 | 1 | 1 | 161 | 155 | 1.039 | 4  | 3  | 1.333 |
| 3 | Japon     | 2   | 2 | 0 | 2 | 144 | 166 | 0.867 | 1  | 6  | 0.167 |

| Date     | Match              | Résultat | Sets  | Sets  | Sets  | Sets  | Sets | Total Points |
| Date     | Match              | Résultat | 1     | 2     | 3     | 4     | 5    | Total Points |
| -------- | ------------------ | -------- | ----- | ----- | ----- | ----- | ---- | ------------ |
| 30-09-10 | France - Argentine | 1 - 3    | 25-16 | 17-25 | 23-25 | 21-25 | -    | 86-91        |
| 01-10-10 | Japon - France     | 0 - 3    | 19-25 | 22-25 | 23-25 | -     | -    | 64-75        |
| 02-10-10 | Argentine - Japon  | 3 - 1    | 25-22 | 16-25 | 25-14 | 25-19 | -    | 91-80        |

#### Groupe N (Ancône)
| # | Équipe   | Pts | J | G | P | Pp  | Pc  | Ratio | Sp | Sc | Ratio |
| 1 | Bulgarie | 4   | 2 | 2 | 0 | 150 | 115 | 1.304 | 6  | 0  |       |
| 2 | Brésil   | 3   | 2 | 1 | 1 | 133 | 131 | 1.015 | 3  | 3  | 1     |
| 3 | Pologne  | 2   | 2 | 0 | 2 | 113 | 150 | 0.753 | 0  | 6  | 0     |

| Date     | Match              | Résultat | Sets  | Sets  | Sets  | Sets | Sets | Total Points |
| Date     | Match              | Résultat | 1     | 2     | 3     | 4    | 5    | Total Points |
| -------- | ------------------ | -------- | ----- | ----- | ----- | ---- | ---- | ------------ |
| 30-09-10 | Pologne - Brésil   | 0 - 3    | 16-25 | 20-25 | 20-25 | -    | -    | 56-75        |
| 01-10-10 | Bulgarie - Pologne | 3 - 0    | 25-22 | 25-18 | 25-17 | -    | -    | 75-57        |
| 02-10-10 | Brésil - Bulgarie  | 0 - 3    | 18-25 | 20-25 | 20-25 | -    | -    | 58-75        |

### Troisième tour

#### Groupe O (Rome)
| # | Équipe     | Pts | J | G | P | Pp  | Pc  | Ratio | Sp | Sc | Ratio |
| 1 | Italie     | 4   | 2 | 2 | 0 | 192 | 180 | 1.067 | 6  | 2  | 3     |
| 2 | États-Unis | 3   | 2 | 1 | 1 | 171 | 145 | 1.179 | 4  | 3  | 1.333 |
| 3 | France     | 2   | 2 | 0 | 2 | 137 | 175 | 0.783 | 1  | 6  | 0.167 |

| Date     | Match               | Résultat | Sets    | Sets    | Sets    | Sets    | Sets | Total Points |
| Date     | Match               | Résultat | 1       | 2       | 3       | 4       | 5    | Total Points |
| -------- | ------------------- | -------- | ------- | ------- | ------- | ------- | ---- | ------------ |
| 04-10-10 | France - États-Unis | 0 - 3    | 16 - 25 | 14 - 25 | 23 - 25 | -       | -    | 53 - 75      |
| 05-10-10 | États-Unis - Italie | 1 - 3    | 25 - 14 | 23 - 25 | 26 - 28 | 22 - 25 | -    | 96 - 92      |
| 06-10-10 | Italie - France     | 3 - 1    | 25 - 18 | 25 - 20 | 25 - 27 | 25 - 19 | -    | 100 - 84     |

#### Groupe P (Florence)
| # | Équipe    | Pts | J | G | P | Sp  | Sc  | Ratio | Pp | Pc | Ratio |
| - | --------- | --- | - | - | - | --- | --- | ----- | -- | -- | ----- |
| 1 | Serbie    | 4   | 2 | 2 | 0 | 192 | 177 | 1.085 | 6  | 2  | 3     |
| 2 | Russie    | 3   | 2 | 1 | 1 | 172 | 150 | 1.147 | 4  | 3  | 1.333 |
| 3 | Argentine | 2   | 2 | 0 | 2 | 134 | 171 | 0.784 | 1  | 6  | 0.167 |

| Date     | Match              | Résultat | Sets  | Sets  | Sets  | Sets  | Sets | Total Points |
| Date     | Match              | Résultat | 1     | 2     | 3     | 4     | 5    | Total Points |
| -------- | ------------------ | -------- | ----- | ----- | ----- | ----- | ---- | ------------ |
| 04-10-10 | Serbie - Argentine | 3 - 1    | 25-15 | 21-25 | 25-22 | 25-18 | -    | 96-80        |
| 05-10-10 | Russie - Serbie    | 1 - 3    | 26-28 | 25-16 | 21-25 | 25-27 | -    | 97-96        |
| 06-10-10 | Argentine - Russie | 0 - 3    | 22-25 | 17-25 | 15-25 | -     | -    | 54-75        |

#### Groupe Q (Florence)
| # | Équipe   | Pts | J | G | P | Sp  | Sc  | Ratio | Pp | Pc | Ratio |
| - | -------- | --- | - | - | - | --- | --- | ----- | -- | -- | ----- |
| 1 | Cuba     | 4   | 2 | 2 | 0 | 208 | 206 | 1.01  | 6  | 3  | 2     |
| 2 | Bulgarie | 3   | 2 | 1 | 1 | 218 | 210 | 1.038 | 5  | 4  | 1.25  |
| 3 | Espagne  | 2   | 2 | 0 | 2 | 183 | 193 | 0.948 | 2  | 6  | 0.333 |

| Date     | Match              | Résultat | Sets  | Sets  | Sets  | Sets  | Sets  | Total Points |
| Date     | Match              | Résultat | 1     | 2     | 3     | 4     | 5     | Total Points |
| -------- | ------------------ | -------- | ----- | ----- | ----- | ----- | ----- | ------------ |
| 04-10-10 | Espagne - Bulgarie | 1 - 3    | 21-25 | 25-27 | 28-26 | 18-25 | -     | 92-103       |
| 05-10-10 | Cuba - Espagne     | 3 - 1    | 25-22 | 15-25 | 25-22 | 25-22 | -     | 90-91        |
| 06-10-10 | Cuba - Bulgarie    | 3 - 2    | 22-25 | 25-23 | 26-28 | 30-28 | 15-11 | 118-115      |

#### Groupe R (Rome)
| # | Équipe       | Pts | J | G | P | Sp  | Sc  | Ratio | Pp | Pc | Ratio |
| - | ------------ | --- | - | - | - | --- | --- | ----- | -- | -- | ----- |
| 1 | Brésil       | 4   | 2 | 2 | 0 | 185 | 155 | 1.194 | 6  | 2  | 3     |
| 2 | Allemagne    | 3   | 2 | 1 | 1 | 141 | 129 | 1.093 | 3  | 3  | 1     |
| 3 | Rép. tchèque | 2   | 2 | 0 | 2 | 153 | 185 | 0.827 | 2  | 6  | 0.333 |

| Date     | Match                    | Résultat | Sets  | Sets  | Sets  | Sets  | Sets | Total Points |
| Date     | Match                    | Résultat | 1     | 2     | 3     | 4     | 5    | Total Points |
| -------- | ------------------------ | -------- | ----- | ----- | ----- | ----- | ---- | ------------ |
| 04-10-10 | Rép. tchèque - Brésil    | 2 - 3    | 20-25 | 25-22 | 25-23 | 21-25 | 8-15 | 99-110       |
| 05-10-10 | Allemagne - Rép. tchèque | 3 - 0    | 25-23 | 25-18 | 25-13 | -     | -    | 75-54        |
| 06-10-10 | Brésil - Allemagne       | 3 - 0    | 25-17 | 25-20 | 25-19 | -     | -    | 75-56        |

### Phase finale

#### Classement 9-12 (Florence)
|  | Tour de classement                | Tour de classement                |           |   | 9e place                          | 9e place                          |
|  | Tour de classement                | Tour de classement                |           |   | 9e place                          | 9e place                          |
|  |                                   |                                   |           |   |                                   |                                   |
|  | 08.10.10, 23-25 25-19 25-19 26-24 | 08.10.10, 23-25 25-19 25-19 26-24 |           |   | 09.10.10, 25-22 18-25 25-21 25-22 | 09.10.10, 25-22 18-25 25-21 25-22 |
|  | 08.10.10, 23-25 25-19 25-19 26-24 | 08.10.10, 23-25 25-19 25-19 26-24 |           |   | 09.10.10, 25-22 18-25 25-21 25-22 | 09.10.10, 25-22 18-25 25-21 25-22 |
|  | Argentine                         | 3                                 |           |   | 09.10.10, 25-22 18-25 25-21 25-22 | 09.10.10, 25-22 18-25 25-21 25-22 |
|  | Argentine                         | 3                                 |           |   | 09.10.10, 25-22 18-25 25-21 25-22 | 09.10.10, 25-22 18-25 25-21 25-22 |
|  | Espagne                           | 1                                 |           |   | 09.10.10, 25-22 18-25 25-21 25-22 | 09.10.10, 25-22 18-25 25-21 25-22 |
|  | Espagne                           | 1                                 | Argentine | 3 |                                   |                                   |
|  | 08.10.10, 21-25 20-25 16-25       |                                   | Argentine | 3 |                                   |                                   |
|  |                                   | Rép. tchèque                      | 1         |   |                                   |                                   |
|  | France                            | Rép. tchèque                      | 1         | 0 |                                   |                                   |
|  | France                            |                                   |           | 0 |                                   |                                   |
|  | Rép. tchèque                      | 3                                 |           |   |                                   |                                   |
|  | Rép. tchèque                      | 3                                 | 11e place |   |                                   |                                   |
|  |                                   |                                   |           |   |                                   |                                   |
|  | 09.10.10, 17-25 23-25 25-16 21-25 |                                   |           |   |                                   |                                   |
|  |                                   |                                   |           |   |                                   |                                   |
|  | Espagne                           | 1                                 |           |   |                                   |                                   |
|  | Espagne                           | 1                                 |           |   |                                   |                                   |
|  | France                            | 3                                 |           |   |                                   |                                   |
|  | France                            | 3                                 |           |   |                                   |                                   |

#### Classement 5-8 (Modène)
|  | Tour de classement                | Tour de classement                |          |   | 5e place                    | 5e place                    |
|  | Tour de classement                | Tour de classement                |          |   | 5e place                    | 5e place                    |
|  |                                   |                                   |          |   |                             |                             |
|  | 08.10.10, 25-20 26-24 20-25 25-23 | 08.10.10, 25-20 26-24 20-25 25-23 |          |   | 09.10.10, 25-19 25-21 25-19 | 09.10.10, 25-19 25-21 25-19 |
|  | 08.10.10, 25-20 26-24 20-25 25-23 | 08.10.10, 25-20 26-24 20-25 25-23 |          |   | 09.10.10, 25-19 25-21 25-19 | 09.10.10, 25-19 25-21 25-19 |
|  | Russie                            | 3                                 |          |   | 09.10.10, 25-19 25-21 25-19 | 09.10.10, 25-19 25-21 25-19 |
|  | Russie                            | 3                                 |          |   | 09.10.10, 25-19 25-21 25-19 | 09.10.10, 25-19 25-21 25-19 |
|  | Bulgarie                          | 1                                 |          |   | 09.10.10, 25-19 25-21 25-19 | 09.10.10, 25-19 25-21 25-19 |
|  | Bulgarie                          | 1                                 | Russie   | 3 |                             |                             |
|  | 08.10.10, 25-22 25-20 25-23       |                                   | Russie   | 3 |                             |                             |
|  |                                   | États-Unis                        | 0        |   |                             |                             |
|  | États-Unis                        | États-Unis                        | 0        | 3 |                             |                             |
|  | États-Unis                        |                                   |          | 3 |                             |                             |
|  | Allemagne                         | 0                                 |          |   |                             |                             |
|  | Allemagne                         | 0                                 | 7e place |   |                             |                             |
|  |                                   |                                   |          |   |                             |                             |
|  | 09.10.10, 26-24 26-24 25-21       |                                   |          |   |                             |                             |
|  |                                   |                                   |          |   |                             |                             |
|  | Bulgarie                          | 3                                 |          |   |                             |                             |
|  | Bulgarie                          | 3                                 |          |   |                             |                             |
|  | Allemagne                         | 0                                 |          |   |                             |                             |
|  | Allemagne                         | 0                                 |          |   |                             |                             |

#### Classement 1-4 (Rome)
|  | Demi-finales                            | Demi-finales                            |                        |   | Finale                      | Finale                      |
|  | Demi-finales                            | Demi-finales                            |                        |   | Finale                      | Finale                      |
|  |                                         |                                         |                        |   |                             |                             |
|  | 09.10.10, 25-22 17-25 29-31 25-22 14-16 | 09.10.10, 25-22 17-25 29-31 25-22 14-16 |                        |   | 10.10.10, 22-25 14-25 22-25 | 10.10.10, 22-25 14-25 22-25 |
|  | 09.10.10, 25-22 17-25 29-31 25-22 14-16 | 09.10.10, 25-22 17-25 29-31 25-22 14-16 |                        |   | 10.10.10, 22-25 14-25 22-25 | 10.10.10, 22-25 14-25 22-25 |
|  | Serbie                                  | 2                                       |                        |   | 10.10.10, 22-25 14-25 22-25 | 10.10.10, 22-25 14-25 22-25 |
|  | Serbie                                  | 2                                       |                        |   | 10.10.10, 22-25 14-25 22-25 | 10.10.10, 22-25 14-25 22-25 |
|  | Cuba                                    | 3                                       |                        |   | 10.10.10, 22-25 14-25 22-25 | 10.10.10, 22-25 14-25 22-25 |
|  | Cuba                                    | 3                                       | Cuba                   | 0 |                             |                             |
|  | 09.10.10, 15-25 22-25 25-23 17-25       |                                         | Cuba                   | 0 |                             |                             |
|  |                                         | Brésil                                  | 3                      |   |                             |                             |
|  | Italie                                  | Brésil                                  | 3                      | 1 |                             |                             |
|  | Italie                                  |                                         |                        | 1 |                             |                             |
|  | Brésil                                  | 3                                       |                        |   |                             |                             |
|  | Brésil                                  | 3                                       | Match pour la 3e place |   |                             |                             |
|  |                                         |                                         |                        |   |                             |                             |
|  | 10.10.10, 25-21 25-20 26-28 25-19       |                                         |                        |   |                             |                             |
|  |                                         |                                         |                        |   |                             |                             |
|  | Serbie                                  | 3                                       |                        |   |                             |                             |
|  | Serbie                                  | 3                                       |                        |   |                             |                             |
|  | Italie                                  | 1                                       |                        |   |                             |                             |
|  | Italie                                  | 1                                       |                        |   |                             |                             |

## Classement final
| Place                     | Équipe       |
| ------------------------- | ------------ |
| Médaille d'or, monde      | Brésil       |
| Médaille d'argent, monde  | Cuba         |
| Médaille de bronze, monde | Serbie       |
| 4                         | Italie       |
| 5                         | Russie       |
| 6                         | États-Unis   |
| 7                         | Bulgarie     |
| 8                         | Allemagne    |
| 9                         | Argentine    |
| 10                        | Rép. tchèque |
| 11                        | France       |
| 12                        | Espagne      |
| 13                        | Cameroun     |
| -                         | Égypte       |
| -                         | Japon        |
| -                         | Mexique      |
| -                         | Pologne      |
| -                         | Porto Rico   |
| 19                        | Australie    |
| -                         | Canada       |
| -                         | Chine        |
| -                         | Iran         |
| -                         | Tunisie      |
| -                         | Venezuela    |

## Récompenses individuelles
- MVP : Murilo Endrés
- Meilleur marqueur : Ibán Pérez
- Meilleur attaquant : Maksim Mikhaïlov
- Meilleur contreur : Robertlandy Simón Aties
- Meilleur serveur : Clayton Stanley
- Meilleur libero : Ferdinand Tille
- Meilleur passeur : Nikola Grbić

## Arbitrage
La finale a été arbitrée par l'arbitre italien Simone Santi.